# ماتيوز غامروت
ماتيوز غامروت (مواليد 11 ديسمبر 1990) هو مُقاتل فنون قتالية مختلطة بولندي. يُنافس حاليًا في فئة الوزن الخفيف في يو إف سي. غامروت هو بطل سابق لوزن الريشة والوزن الخفيف في في مواجهة الفنون القتالية. اعتبارًا من 20 أغسطس 2024، احتل المركز الثامن في تصنيفات يو إف سي للوزن الخفيف.

## مسيرته في فنون القتال المختلطة

### مواجهة الفنون القتالية
ظهر لأول مرة في فنون القتال المختلطة في 4 فبراير 2012 في إكس إف إس ليلة الأبطال، وهزم الشيشاني عربي شاماييف. بحلول نهاية العام كان قد فاز في نزالين أخريين في المنظمة ثم وقع مع كيه إس دبليو. في 8 يونيو 2013، خاض أول قتال له في كيه إس دبليو، بفوزه على ماتيوس زوادزكي عبر الضربة الفنية القاضية في حدث كيه إس دبليو 23: خالدوف ضد مانهوف. في 28 سبتمبر بحدث كيه إس دبليو 24 هزم مقاتل يو إف سي السابق أندريه وينر بالنقاط. في كيه إس دبليو 27، هزم جيفرسون جورج بالنقاط.

#### بطولة مواجهة الفنون القتالية للوزن الخفيف
في 27 مايو 2016 في حدث كيه إس دبليو 35، قاتل على لقب بطولة كيه إس دبليو للوزن الخفيف الشاغر ضد منصور برناوي. حصل على اللقب عن طريق قرار الحكام بالإجماع وحصل كلا المقاتلين على مكافأة قتال الليلة.

#### بطل فئتين
في 1 ديسمبر 2018 وفي حدث كيه إس دبليو 46: ناركون ضد خالدوف 2، قاتل على الحزام الثاني، هذه المرة من أجل بطولة كيه إس دبليو لوزن الريشة، ضد متخصص الإخضاع كليبر كويكي إربست، حيث فاز بالنزال بعد سيطرة خمس جولات، وجلب التاج الثاني له في المنظمة.

#### التخلي عن الألقاب
في 17 مايو 2019، في مقطع فيديو على قناة بوريس مانكوفسكي على اليوتيوب، أعلن جامروت أنه أخلى حزاميه ولم يجدد عقده مع كيه إس دبليو.

### يو إف سي

#### 2020
في 17 سبتمبر 2020، تم الإعلان عن توقيع غامروت مع يو إف سي.
كبديل لريناتو مويكانو، كان من المقرر أن يواجه غانروت ماغوميد مصطفييف في حدث يو إف سي ليلة القتال: أورتيغا ضد الزومبي الكوري في 18 أكتوبر 2020. بدوره، انسحب مصطفييف في أوائل أكتوبر لأسباب غير معلنة. واجه غامروت زميله الوافد الجديد للمنظمة غورام كوتاتيلادزه بدلاً من ذلك. خسر النزال المتقارب من خلال قرار الحكام المنقسم. حصل كلا المقاتلين على مكافأة قتال الليلة.

#### 2021
واجه غامروت سكوت هولتزمان في 10 أبريل 2021 في حدث يو إف سي على إيه بي سي: فيتوري ضد هولاند. فاز بالقتال عن طريق الضربة القاضية في الجولة الثانية. أكسبه هذا الفوز مكافأة أداء الليلة الليلة.
واجه غامروت جيريمي ستيفنز في 17 يوليو 2021 في حدث يو إف سي على إي إس بي إن: ماخاشيف ضد مويسيس. فاز بالقتال عن طريق إخضاع الكيمورا في الجولة الأولى، وهذا الإخضاع هو الأسرع من نوعه في تاريخ يو إف سي. أكسبه هذا الفوز مكافأة أداء الليلة الليلة.
باعتباره النزال الأول من عقده الجديد المكون من أربع قتال، واجه غامروت كارلوس دييغو فيريرا في 18 ديسمبر 2021 في حدث يو إف سي ليلة القتال: لويس ضد داوكوس. فاز بالقتال عن طريق الضربة الفنية القاضية في الجولة الثانية.

#### 2022
واجه غامروت أرمان تساروكيان في 25 يونيو 2022 في حدث يو إف سي على إي إس بي إن 38. فاز في النزال المتنازع عليها بشدة من خلال قرار الحكام بالإجماع. سجلت 15 وسيلة إعلامية من أصل 22 وسيلة إعلامية المباراة لصالح تساروكيان. حصل كلا المقاتلين على مكافأة قتال الليلة.
باعتباره النزال الأول في عقده المكون من أربع مباريات، واجه جامروت بينيل داريوش في 22 أكتوبر 2022 في يو إف سي 280. وخسر النزال عن طريق قرار الحكام بالإجماع.

#### 2023
حل غامروت محل دان هوكر، لمواجهة جالين تيرنر في 4 مارس 2023، في يو إف سي 285. في نزال شديد التنافس حيث استخدم غامروت مصارعته لمحاربة ميزة طول الذراع لتيرنر، فاز بالنزال من خلال قرار الحكام بالانقسام.
واجه غامروت رافائيل فيزيف في 23 سبتمبر 2023 في يو إف سي على إي إس بي إن 228 وفاز بالقتال بالضربة القاضية الفنية بسبب إصابة في الركبة في الجولة الثانية.
في أكتوبر 2023، أعلن غامروت أنه سيكون مقاتل احتياطي للحدث الرئيسي لحدث يو إف سي 294.

#### 2024
واجه غامروت رافاييل دوس أنجوس في 9 مارس 2024، في حدث يو إف سي 299. وفاز بالنزال بقرار الحكام بالإجماع.
واجه غامروت دان هوكر في 17 أغسطس 2024 في حدث يو إف سي 305. خسر النزال بقرار الحكام بالانقسام. 9 من أصل 16 وسيلة إعلامية سجلت النزال لصالح غامروت. وقد أكسبه هذه النزال مكافأة قتال الليلة.

## البطولات والإنجازات

### فنون القتال المختلطة
- يو إف سي
  - أداء الليلة الليلة (مرتين) ضد سكوت هولتزمان وجيريمي ستيفنز[49][50]
  - قتال الليلة (ثلاث مرات) ضد غورام كوتاتيلادزه، أرمان تساروكيان، ودان هوكر[51][52][48]
  - أسرع إخضاع بالكيمورا في تاريخ يو إف سي (65 ثانية) ضد جيريمي ستيفنز[53]
- مواجهة الفنون القتالية
  - بطولة كيه إس دبليو للوزن الخفيف (مرة واحدة؛ سابقا)[11]
    - ثلاثة دفاعات ناجحة عن اللقب[54][55][56]

  - بطولة كيه إس دبليو لوزن الريشة (مرة واحدة؛ سابقا)[13]
  - أفضل ضربة قاضية في الليلة (مرة واحدة) ضد رودريجو كافالهيرو[57]
  - قتال الليلة (مرة واحدة) ضد منصور برناوي[12]
- هيراكليس
  - مقاتل العام 2021[58]

### التصارع
- 2014: بطولة نادي أبو ظبي للقتال الأوروبية - المركز الأول في فئة 77 كغ (صوفيا)
- 2015: بطولة بريطانيا العظمى إن إيه جي إن - المركز الأول في وزن 79.5 كغ والمركز الأول في وزن 79.5 كغ أرجل (لندن)[59]
- 2015: بطولة نادي أبو ظبي للقتال الأوروبية - المركز الثالث في وزن 77 كجم (توركو)[60]
- 2016: بطولة إن جي-جي آي البولندية السادسة - المركز الأول في فئة 79.5 كجم، خطوط أرجوانية (لوبون)[61]
- 2016: بطولة نادي أبو ظبي للقتال البولندية الثانية عشرة - المركز الأول في فئة 77 كجم[62]
- 2018: بطولة نادي أبو ظبي للقتال الأوروبية - المركز الثاني في فئة 77 كجم (بوخارست)[63]
- 2019: بطولة نادي أبو ظبي للقتال الأوروبية - المركز الأول في فئة 77 كجم (بوزنان)[64]

## سجل فنون القتال المختلطة
| السجل المهني |        |         |
| 27 نزال      | 23 فوز | 3 خسارة |
| ضربة قاضية   | 8      | 0       |
| إخضاع        | 5      | 0       |
| قرار القضاة  | 10     | 3       |
| بدون قرار    | 1      | 1       |

| النتيجة | السجل    | الخصم                   | الطريقة                                   | الحدث                                           | التاريخ        | الجولة | الوقت | المكان                              | الملاحظات                                                               |
| ------- | -------- | ----------------------- | ----------------------------------------- | ----------------------------------------------- | -------------- | ------ | ----- | ----------------------------------- | ----------------------------------------------------------------------- |
| خسر     | 24–3 (1) | دان هوكر                | قرار الحكام (بالانقسام)                   | يو إف سي 305                                    | 18 أغسطس 2024  | 3      | 5:00  | برث، أستراليا                       | قتال الليلة.                                                            |
| فاز     | 23–2 (1) | رافائيل فيزيف           | ضربة فنية قاضية (إصابة في الركبة)         | يو إف سي على إي إس بي إن: فيزيف ضد غامروت       | 23 سبتمبر 2023 | 2      | 2:03  | لاس فيغاس، نيفادا، الولايات المتحدة |                                                                         |
| فاز     | 22–2 (1) | جالين تيرنر             | قرار الحكام (بالانقسام)                   | يو إف سي 285                                    | 4 مارس 2023    | 3      | 5:00  | لاس فيغاس، نيفادا، الولايات المتحدة |                                                                         |
| خسر     | 21–2 (1) | بينيل داريوش            | قرار الحكام (بالإجماع)                    | يو إف سي 280                                    | 22 أكتوبر 2022 | 3      | 5:00  | أبو ظبي، الإمارات العربية المتحدة   |                                                                         |
| فاز     | 21–1 (1) | أرمان تساروكيان         | قرار الحكام (بالإجماع)                    | يو إف سي على إي إس بي إن: تساروكيان ضد غامروت   | 25 يونيو 2022  | 5      | 5:00  | لاس فيغاس، نيفادا، الولايات المتحدة | قتال الليلة.                                                            |
| فاز     | 20–1 (1) | كارلوس دييغو فيريرا     | ضربة فنية قاضية (إخضاع بالركبة على الجسم) | يو إف سي ليلة القتال: لويس ضد داوكوس            | 18 ديسمبر 2021 | 2      | 3:26  | لاس فيغاس، نيفادا، الولايات المتحدة |                                                                         |
| فاز     | 19–1 (1) | جيريمي ستيفنز           | إخضاع (كيمورا)                            | يو إف سي على إي إس بي إن: ماخاشيف ضد مويسيس     | 17 يوليو 2021  | 1      | 1:05  | لاس فيغاس، نيفادا، الولايات المتحدة | أداء الليلة.                                                            |
| فاز     | 18–1 (1) | سكوت هولتزمان           | ضربة قاضية (باللكمات)                     | يو إف سي على إيه بي سي: فيتوري ضد هولاند        | 10 أبريل 2021  | 2      | 1:22  | لاس فيغاس، نيفادا، الولايات المتحدة | أداء الليلة.                                                            |
| خسر     | 17–1 (1) | غورام كوتاتيلادزه       | قرار الحكام (بالانقسام)                   | يو إف سي ليلة القتال: أورتيغا ضد الزومبي الكوري | 18 أكتوبر 2020 | 3      | 5:00  | أبو ظبي، الإمارات العربية المتحدة   | قتال الليلة.                                                            |
| فاز     | 17–0 (1) | ماريان زيوكوفسكي        | قرار الحكام (بالإجماع)                    | كيه إس دبليو 54                                 | 29 أغسطس 2020  | 5      | 5:00  | وارسو، بولندا                       | دافع عن لقب بطولة كيه إس دبليو للوزن الخفيف الشاغرة.                    |
| فاز     | 16–0 (1) | نورمان بارك             | ضربة فنية قاضية (إيقاف الطبيب)            | كيه إس دبليو 53                                 | 11 يوليو 2020  | 3      | 3:02  | وارسو، بولندا                       | العودة للوزن الخفيف. نزال بدون لقب؛ أخفق بارك بالوزن (158.3 رطلاً).      |
| فاز     | 15–0 (1) | كليبر كويكي إربست       | قرار الحكام (بالإجماع)                    | كيه إس دبليو 46                                 | 1 ديسمبر 2018  | 5      | 5:00  | غليفيتسه، بولندا                    | أول ظهور في وزن الريشة. فاز بلقب بطولة كيه إس دبليو لوزن الريشة الشاغر. |
| فاز     | 14–0 (1) | جرزيجورز شولاكوفسكي     | إخضاع (قفل المفتاح)                       | كيه إس دبليو 42                                 | 3 مارس 2018    | 4      | 4:15  | وودج، بولندا                        | دافع عن لقب بطولة كيه إس دبليو للوزن الخفيف الشاغرة.                    |
| ب.ف     | 13–0 (1) | نورمان بارك             | بدون فائز (لكرة للعين بالخطأ)             | كيه إس دبليو 40                                 | 22 أكتوبر 2017 | 2      | 4:39  | دبلن، أيرلندا                       | نزال بدون لقب؛ أخفق بارك بالوزن (156.1 رطلاً).                           |
| فاز     | 13–0     | نورمان بارك             | قرار الحكام (بالإجماع)                    | كيه إس دبليو 39                                 | 27 مايو 2017   | 3      | 5:00  | وارسو، بولندا                       | دافع عن لقب بطولة كيه إس دبليو للوزن الخفيف.                            |
| فاز     | 12–0     | ريناتو غوميز غابرييل    | إخضاع (هوك الكعب)                         | كيه إس دبليو 36                                 | 1 أكتوبر 2016  | 2      | 3:46  | جلونا غورا، بولندا                  | دافع عن لقب بطولة كيه إس دبليو للوزن الخفيف.                            |
| فاز     | 11–0     | منصور برناوي            | قرار الحكام (بالإجماع)                    | كيه إس دبليو 35                                 | 27 مايو 2016   | 3      | 5:00  | غدانسك/سوبوت، بولندا                | فاز بلقب بطولة كيه إس دبليو للوزن الخفيف الشاغر. قتال الليلة.           |
| فاز     | 10–0     | ماريف بيرايف            | ضربة فنية قاضية (باللكمات)                | كيه إس دبليو 32                                 | 31 أكتوبر 2015 | 2      | 3:21  | لندن، إنجلترا                       |                                                                         |
| فاز     | 9–0      | رودريجو كافالهيرو كوريا | ضربة فنية قاضية (باللكمات)                | كيه إس دبليو 30                                 | 21 فبراير 2015 | 3      | 4:54  | بوزنان، بولندا                      | أفضل ضربة قاضية في الليلة.                                              |
| فاز     | 8–0      | لوكاس تشلويكي           | قرار الحكام (بالإجماع)                    | كيه إس دبليو 29                                 | 6 ديسمبر 2014  | 3      | 5:00  | كراكوف، بولندا                      |                                                                         |
| فاز     | 7–0      | تيم نيومان              | إخضاع (هوك الكعب)                         | قفص المحاربين 72                                | 13 سبتمبر 2014 | 1      | 1:37  | نيوبورت، ويلز                       |                                                                         |
| فاز     | 6–0      | جيفرسون جورج            | قرار الحكام (بالإجماع)                    | كيه إس دبليو 27                                 | 17 مايو 2014   | 3      | 5:00  | غدانسك، بولندا                      |                                                                         |
| فاز     | 5–0      | أندريه وينر             | قرار الحكام (بالإجماع)                    | كيه إس دبليو 24                                 | 28 سبتمبر 2013 | 3      | 5:00  | وودج، بولندا                        |                                                                         |
| فاز     | 4–0      | ماتيوس زوادزكي          | ضربة فنية قاضية (إيقاف الزاوية)           | كيه إس دبليو 23                                 | 8 يونيو 2013   | 2      | 5:00  | غدانسك، بولندا                      |                                                                         |
| فاز     | 3–0      | توماس دياك              | قرار الحكام (بالإجماع)                    | ليلة الأبطال 5                                  | 20 أكتوبر 2012 | 2      | 5:00  | بوزنان، بولندا                      |                                                                         |
| فاز     | 2–0      | توماس ماتوشوفسكي        | إخضاع (خنق المقصلة)                       | ليلة الأبطال 4                                  | 21 أبريل 2012  | 1      | 1:11  | بوزنان، بولندا                      | فاز ببطولة إن أو سي للوزن الخفيف.                                       |
| فاز     | 1–0      | عربي شاماييف            | ضربة فنية قاضية (إيقاف الطبيب)            | ليلة الأبطال 3                                  | 4 فبراير 2012  | 2      | 3:59  | بوزنان، بولندا                      | أول ظهور في الوزن الخفيف.                                               |

## وصلات خارجية
- ماتيوز غامروت على موقع يو إف سي (الإنجليزية)
- ماتيوز غامروت على موقع شيردوغ (الإنجليزية)
- ماتيوز غامروت على موقع Tapology.com (الإنجليزية)
- ماتيوز غامروت على موقع IMDb (الإنجليزية)